# Fredy Segura
Fredy Eduardo Segura Donoso (Chile, 5 de enero de 1977) es un exfutbolista chileno. Jugaba de mediocampista defensivo, desarrollando gran parte de su carrera en la Universidad de Concepción, con la que jugó la Libertadores y Sudamericana en 2004.

## Clubes
| Club                      | País          | Año       |
| ------------------------- | ------------- | --------- |
| Huachipato                | Chile         | 1997      |
| Lower Hutt City           | Nueva Zelanda | 1997-1998 |
| Universidad Católica      | Chile         | 1999      |
| Provincial Osorno         | Chile         | 2000      |
| Rangers                   | Chile         | 2001      |
| Universidad de Concepción | Chile         | 2002-2007 |
| Cobresal                  | Chile         | 2008      |
| Deportes La Serena        | Chile         | 2009      |